# لودفيغ غيير
لودفيغ غيير (بالألمانية: Ludwig Geyer)‏ (مواليد 18 أغسطس 1904 - الوفاة 31 يناير 1992) كان دراج ألماني في صنف سباق الدراجات على الطريق.

## روابط خارجية
- لودفيغ غيير على موقع أرشيف الدراجات (الإنجليزية)
- لودفيغ غيير على موقع إحصائيات الدراجات الإحترافية (الإنجليزية)
- لودفيغ غيير على موقع CycleBase (الإنجليزية)